# Пелагонитиса
Пелагонитиса је позната икона Богородице. Носи назив по области Пелагонија где је настала и дуго времена чувана и поштована, док у 17. веку није пренета у Музеј Македоније у Скопљу.
Време настанка иконе је непознато. Извесно је позната у 13. веку. Појављује се тако у Сирији на минијатурама у псалтиру из 1203. који се чува у Британској библиотеци. Најстарија икона са називом „Пелагонитиса” чува се у манастиру Светог Ђорђа у Старом Нагоричану, у Македонији, фреска и потиче из 1318. године, када ју је обновио Стефан Милутин.